# UEFI

Логотип UEFI

UEFI (англ. Unified Extensible Firmware Interface — інтерфейс розширюваної «прошивки») — інтерфейс між операційною системою і мікропрограмами, які керують низькорівневими функціями комп'ютерного обладнання.
Основне призначення UEFI: коректно ініціалізувати обладнання при увімкненні системи та передати управління завантажувачу операційної системи. UEFI призначений для заміни BIOS — інтерфейсу, який традиційно використовується всіма IBM PC-сумісними персональними комп'ютерами. Перша специфікація UEFI (тоді ще просто «EFI») була розроблена компанією Intel, пізніше від першої назви відмовилися й остання версія стандарту має назву Unified Extensible Firmware Interface (UEFI). Наразі розробкою UEFI займається Unified EFI Forum.

## TianoCore
TianoCore — це реалізація UEFI від Intel з відкритим програмним кодом.

## CSM
CSM (англ. Compatibility Support Module) — спеціальний компонент UEFI, що забезпечує зворотну сумісність з традиційними x86-системами, і надає можливість завантаження операційних систем за допомогою класичного методу MBR. У цьому режимі файлові системи на дисках ігноруються, і початкове завантаження починається, як і у BIOS-системах, з boot-сектору (перший сектор на диску). Такий режим завантаження, як правило, називається BIOS-MBR, незалежно від того, чи здійснюється він традиційним BIOS, чи UEFI. Деякі BIOS-реалізації дають можливість завантаження і з дисків, розбитих за стандартом GPT; така схема зазвичай називається BIOS-GPT.

## Загрози
У вересні 2018 року компанія ESET оприлюднила доповідь про LoJax — перший відомий руткіт для системи UEFI помічений у реальному вжитку. Інженерами компанії було виявлено один випадок успішного ураження підсистеми SPI та збереження руткіту у флеш-накопичувачі цієї підсистеми. Завдяки цьому шкідливе ПЗ могло залишатись в комп'ютері не лише при переформатуванні жорсткого диска, а навіть при заміні жорстких дисків. Єдиний шанс позбутись його — перезапис флешпам'яті вбудованого ПЗ системи UEFI. Цей руткіт є частиною інструментарію підрозділу ГУ ГШ ЗС РФ типу розвинена стала загроза - Sofacy Group.